# Turiazaury
Turiazaury (Turiasauria) – grupa dinozaurów z infrarzędu zauropodów.
Wyróżnienie tej grupy jest rezultatem analizy kladystycznej przeprowadzonej w 2006 r. przez Rafaela Royo-Torres, Alberto Cobosa i Luisa Alcalá. Analiza ta wykazała, że trzy rodzaje dużych (długość ciała 16-37 m) zauropodów żyjących na przełomie późnej jury i wczesnej kredy (ok. 152-140 mln lat temu) na terenie obecnej Hiszpanii - Turiasaurus, Losillasaurus i Galveosaurus - tworzyły klad siostrzany do neozauropodów. Nie jest pewne, jaki był zasięg występowania tej grupy; wiadomo jednak, że Turiasaurus w późnej jurze występował też na obszarze dzisiejszej Portugalii, a dodatkowo do turiazaurów mogły należeć opisane na podstawie zębów rodzaje Neosodon i Cardiodon z Francji i Wielkiej Brytanii. Skamieniałości, które mogły należeć do żyjących w późnej jurze zauropodów podobnych do turiazaura i losillazaura, odkryto też w Tendaguru w Tanzanii; może to dowodzić, że przynajmniej w późnej jurze turiazaury żyły nie tylko w zachodniej Laurazji, ale i na Gondwanie. Mannion i współpracownicy (2019) zaliczyli do Turiasauria znany z Tendaguru gatunek Tendaguria tanzaniensis. Mateus, Mannion i Upchurch (2014) dodatkowo zaliczyli do turiazaurów późnojurajski gatunek Zby atlanticus znany ze skamieniałości odkrytych w Portugalii, a Royo-Torres i współpracownicy (2017) zaliczyli do Turiasauria wczesnokredowe gatunki Mierasaurus bobyoungi i Moabosaurus utahensis, znane ze skamieniałości odkrytych na obszarze Stanów Zjednoczonych (Utah).
Nie jest pewne, czy turiazaury są grupą monofiletyczną. Przeczy temu analiza kladystyczna przeprowadzona przez José Barco w 2009 r; wynika z niej, że turiazaur był siostrzany do neozauropodów, a losillazaur - siostrzany do kladu tworzonego przez turiazaura i neozauropody. Natomiast galweozaur był według Barco neozauropodem, a ściślej - bazalnym przedstawicielem kladu Macronaria blisko spokrewnionym z rodzajami Phuwiangosaurus, Aragosaurus, Tastavinsaurus, Venenosaurus i Cedarosaurus, razem z którymi tworzył klad siostrzany do kladu Titanosauriformes. Natomiast analiza filogenetyczna przeprowadzona przez Royo-Torresa i współpracowników (2017) potwierdza istnieje siostrzanego do neozauropodów kladu obejmującego rodzaje Turiasaurus, Zby, Losillasaurus, Mierasaurus i Moabosaurus; jednocześnie jednak z analizy tej wynika przynależność Galveosaurus do Macronaria.